# Lydia (cantant)
Lydia Rodríguez Fernández (Madrid, 15 de gener de 1980), més coneguda com Lydia, és una cantant espanyola. Des de 2008 és la vocalista del grup Presuntos Implicados, combinant-ho amb la seva carrera en solitari.

## Biografia
Prové d'una família de músics i durant la seva infància va residir a Leganés. Amb 16 anys va gravar un disc, una de les seves cançons estava dedicada a Alejandro Sanz i gràcies a aquesta composició es va donar a conèixer. El mateix Sanz li lliuraria el disc d'or per vendre més de 50.000 còpies d'aquest primer treball. Dos anys després, al 1998, publica el seu segon àlbum, "100 veces al dia".

### Eurovisió
Al 1999 va ser seleccionada per TVE per a representar al canal públic en el Festival de la Cançó d'Eurovisió 1999 que es va celebrar el 29 de maig a Jerusalem, amb la cançó No quiero escuchar. Aquesta va ser l'actuació número 800 en la història del certamen. Lydia va acabar en l'última posició rebent un sol punt, per part de Croàcia. Va haver-hi sonades crítiques en relació amb el vestit que va lluir, d'Ágatha Ruiz de la Prada, que no s'adequava a l'estil de la cançó i que alguns mitjans van tractar d'assenyalar com el culpable de la mala posició d'Espanya. El vestit va guanyar el Premi Barbara Dex al pitjor de l'edició. A diferència d'altres artistes que no van tenir sort en festival, en 2004 Lydia va assegurar en TVE: "Al cap i a la fi, vulguin o no, l'any 99 a Eurovisió vaig ser jo, i això és una cosa de la qual estaré orgullosa tota la meva vida.".

### Carrera posterior
Tres anys després, al 2002, va editar l'àlbum "Si no me pides la vida". El seus dos primers senzills Esta vez no caeré, i A través de mi ventana van entrar en la llista dels 40 Principals. L'àlbum incloïa la cançó Across The Universe, dels Beatles, que va ser el tema de l'espot publicitari d'Ibèria durant 2001.
Al 2003, la cantant madrilenya va participar en un ambiciós projecte anomenat Ellas y Magia. Es va tractar d'un DVD musical amb veus femenines espanyoles del moment per a versionar grans clàssics de Disney. Lydia es va encarregar de El meu Príncep Vindrà, de la Blancaneu i els Set Nans.
Al 2005 va editar amb el raper El Chojin El final del conte de fades i al 2007 participà amb el paper de María Magdalena en el musical Jesucrist Superstar. Al 2019 va publicar un nou single en solitari, La soledad i fundà el projecte Queens of the 90s amb altres cantants espanyoles que sorgides a la dècada dels 90.

### Presumptes Implicats
Al 2008 passa a ser la nova vocalista del grup Presuntos Implicados. Al setembre d'aquest mateix any edita amb ells el nou àlbum de la banda, "Será", amb el qual obté una nominació als Grammy llatins a millor àlbum en 2009. Ja al 2011 publiquen Banda Sonora, pel qual aconsegueixen una nova nominació en els Grammy Llatins 2012. El grup decideix prendre's un descans en 2015, tornant un any després de manera intermitent. Finalment el grup es dissol al 2021.

## Discografia

### En solitari
Àlbums
- 1996 Lydia
- 1998 Cien veces al día
- 1999 Cien veces al día "Edición Eurovisión"
- 2002 Si no me pides la vida
- 2022 Instrospección (amb Roel)

### Amb Presuntos Implicados
Àlbums
- 2008 Será
- 2011 Banda Sonora
- 2013 Zona Preferente: 'La Noche 2 desde la Ciudad de México'